# Marcelo Cosme
Marcelo Benedito Torres Cosme (Rio Grande, 1979) é um jornalista e apresentador brasileiro. É apresentador do programa GloboNews em Pauta, do canal pago GloboNews.

## Biografia

### Vida pessoal
Marcelo Cosme nasceu em Rio Grande, litoral sul do estado do Rio Grande do Sul. Homossexual, o jornalista é casado com o médico Frankel Brandão desde 29 de novembro de 2024. Segundo Marcelo, ele relacionou-se com outro homem pela primeira vez aos 28 anos. Tem um filho chamado Eduardo Cosme, fruto de um relacionamento passado.
O jornalista é devoto do santo católico São Benedito e tem uma tatuagem do religioso na perna.
Marcelo é conhecido por sua forte atuação contra a homofobia. Já foi vítima de ataques homofóbicos nas redes sociais.

### Carreira
Segundo a sua mãe, Landaci Cosme, Marcelo queria ser jornalista desde os dez anos de idade, quando pegava uma caixa de papelão e brincava com uma filmadora improvisada. Por volta dos 14 anos, o jovem pegava uma câmera e ficava na janela do quarto fotografando pessoas na rua. Marcelo atua como jornalista desde 1999, tendo começado como estagiário na TV Rio Grande. Contratado de forma fixa em 2000, mudou-se para a sede da afiliada, em Porto Alegre, e ficou lá até 2010. Já trabalhou como repórter na Rede Bandeirantes e está no Grupo Globo.
É apresentador do programa GloboNews em Pauta, na GloboNews, desde janeiro de 2019. Também, atua como apresentador eventual do Jornal Hoje.

## Livro(s)
- Talvez você seja – Desconstruindo a LGBTFOBIA que você nem sabe que tem (2021) — ISBN 978-6555355505.[14]